# Pteroxygonum
Pteroxygonum je rod penjajućih gomoljastih geofita iz porodice dvornikovki (Polygonaceae). Postoje dvije vrste, jeddna iz Kine, druga iz Kine i Tibeta.

## Vrste
1. Pteroxygonum denticulatum (C.C.Huang) T.M.Schust. & Reveal
2. Pteroxygonum giraldii Dammer & Diels